# Bargteheide
Bargteheide (Bajo alemán Bartheil) es una ciudad en Stormarn en Schleswig-Holstein, Alemania. Pertenece a la región Metropolitana de Hamburgo.

## Geografía
Bargteheide se encuentra en un glaciar Morena, 27 km al norte de Hamburgo. Lübeck se encuentra a 32 km de distancia en Dirección noreste. Bargteheide se encuentra a una altitud de 48 m sobre el nivel del mar y cuenta con una superficie de 15,83 km².

## Historia
Bargteheide surgió como un Angerdorf en la Edad Media, es decir como una forma particular de asentamiento con un espacio verde de 'pastoreo' o 'césped' central en forma de ojo o lente. Es mencionada por primera vez en 1314 como "Brektehegel" en el Cabildo catedralicio de Hamburgo.

### Población
- 1840: aproximadamente 1.000
- 1905: 1980
- 1914: 2.300
- 1949: 6.900
- 1970: 7.374
- 2002: 13.820
- 2008: 14.902
- 2009: 15.306
- 2012: 15.528
- 2013: 16.000
- 2015: 16.292
- 2016: 16.029

### Alcaldes
- 1946-1957: Julius Gerken
- 1957-1962: Enno Wilkens
- 1962-1971: Karl Eduard Claussen (CDU)
- 1971 A 1984: Erich Reincke
- 1985-1996: Frank Bendijo
- 1996-2008: Werner Mitsch
- 2008-2016: Henning Görtz (CDU)
- desde 2016: Birte Kruse-Gobrecht (no partidista

### Ciudades hermanas
- Déville-lès-Rouen, Francia (desde 1969)
- Żmigród, Polonia (desde 2001)

### Educación
En Bargteheide asisten aproximadamente 4600 estudiantes (datos año escolar 2014/15) en siete centros de educación públicos.

### Personalidades
- Luise Zietz (1865-1922), Política alemana
- Martina Kaesbach (* 1964), político alemán
- Catalina Fegebank (* 1977), político alemán
- Christiane Hagemann (* 1974), actriz
- David Kross (* 1990), actor
- Axel Fischer (* 1981), escritor, cantante y actor
- Matti Steinmann (* 1995), futbolista alemán
- Edith Nothdorf (* 1934 f. 2009) pedagoga musical, autora y compositora